# Ellen Hart
Ellen Hart (* 10. August 1949) ist eine US-amerikanische Autorin von Kriminalromanen.

## Leben
Bevor Ellen Hart als Schriftstellerin tätig wurde, leitete sie als Köchin zwölf Jahre lang die Küche einer großen Studentenverbindung an der University of Minnesota. Seitdem verfasste sie über 30 Bücher in zwei verschiedenen Reihen im Mystery-Genre. Bei ihren Romanen nehmen LGBT-Themen eine zentrale Rolle ein. Hart ist Mitglied der Organisation The Loft Literary Center in Minneapolis. Gemeinsam mit Carl Brookins und William Kent Krueger gründete die Autorin im Jahr 2002 „The Minnesota Crime Wave“. Die produzierte Fernsehsendung wurde bei CTV-15 der North Suburban Access Corporation ausgestrahlt. Hart wohnte bis 2012 in Minneapolis und zog danach mit ihrer langjährigen Lebensgefährtin Kathy nach Eden Prairie in Minnesota.
2017 erhielt sie für ihr Lebenswerk von dem Verein Mystery Writers of America den Grand Master Award. 2020 wurde sie mit dem Ehrenpreis des Agatha Awards ausgezeichnet.

## Werke (Auswahl)

### Jane Lawless
- Hallowed Murder. Seal Press 1989, ISBN 978-0-931188-83-1.
- Vital Lies. Basic Books 1991, ISBN 978-1-878067-02-9.
- Stage Fright. Seal Press 1992, ISBN 1-878067-21-4.
- A Killing Cure. Minotaur Books 1993, ISBN 978-1-878067-36-4
- A Small Sacrifice. Seal Press 1994, ISBN 1-878067-55-9.
- Faint Praise. Seal Press 1995, ISBN 978-1-878067-67-8
- Robber’s Wine. Seal Press 1996, ISBN 1-878067-80-X.
- Wicked Games.  St. Martin’s Press 1998, ISBN 0-312-18680-0.
- Hunting The Witch. Minotaur Books 1999, ISBN 978-0-312-20386-3.
- The Merchant of Venus. Minotaur Books 2001, ISBN 978-0-312-26618-9.
- Immaculate Midnight. St. Martin’s Minotaur 2003, ISBN 978-0-312-31365-4.
- An Intimate Ghost. St. Martin’s Minotaur 2004, ISBN 0-312-31747-6.
- The Iron Girl. Minotaur Books 2005, ISBN 978-0-312-31749-2.
- Night Vision. Minotaur Books 2006, ISBN 978-0-312-34944-8.
- The Mortal Groove. St. Martin’s Minotaur 2007, ISBN 978-0-312-34945-5.
- Sweet Poison. Minotaur Books 2008, ISBN 978-0-312-37525-6.
- The Mirror and the Mask. Minotaur Books 2009, ISBN 978-0-312-37527-0.
- The Cruel Ever After. Bywater Books 2010, ISBN 978-1-61294-044-1.
- The Lost Women of Lost Lake. Minotaur Books 2011, ISBN 978-0-312-61477-5.
- Rest for the Wicked. Minotaur Books 2012, ISBN 978-1-250-01807-6.
- Taken by the Wind. Bywater Books 2013, ISBN 978-1-250-00187-0.
- The Old Deep and Dark. St. Martin’s Press 2014, ISBN 978-1-250-04780-9.
- The Grave Soul. Minotaur Books 2015, ISBN 978-1-250-04770-0.
- Fever in the Dark. Minotaur Books 2017, ISBN 978-1-250-08863-5.
- A Whisper of Bones. Minotaur Books 2018, ISBN 978-1-250-08865-9.
- Twisted at the Root. Minotaur Books 2019, ISBN 978-1-250-30842-9.
- In a Midnight Wood. Minotaur Books 2020, ISBN 978-1-250-30844-3.

### Sophie Greenway
- This Little Piggy Went to Murder. Fawcett Publications 1994, ISBN 978-0-345-38189-7.
- For Every Evil. Fawcett Publications 1995, ISBN 978-0-345-38190-3.
- The Oldest Sin. Ballantine Books 1995, ISBN 978-0-345-48281-5.
- Murder in the Air. Fawcett Publications 1997, ISBN 978-0-345-40203-5.
- Slice and Dice. Fawcett Publications 2000, ISBN 978-0-345-42153-1.
- Dial M For Meat Loaf. Fawcett Publications 2003, ISBN 978-0-345-42154-8.
- Death on a Silver Platter. Fawcett Publications 2003, ISBN 978-0-449-00731-0.
- No Reservations Required. Fawcett Publications 2005, ISBN 978-0-449-00732-7.

## Auszeichnungen
- 1994: A Small Sacrifice – Lambda Literary Award und Minnesota Book Awards
- 1995: Faint Praise – Minnesota Book Awards
- 1996: Robber’s Wine – Lambda Literary Award
- 1999: Hunting The Witch – Lambda Literary Award
- 2001: The Merchant of Venus – Lambda Literary Award
- 2004: An Intimate Ghost – Golden Crown Literary Society Award
- 2005: The Iron Girl – Golden Crown Literary Society Award und Minnesota Book Awards
- 2007: The Mortal Groove – Golden Crown Literary Society Award
- 2015: The Old Deep and Dark – Lambda Literary Award